# センチメンタル カンガルー
「センチメンタル カンガルー」（sentimental kangaroo）は、1988年7月21日にEPIC/SONY RECORDS (現・エピックレコードジャパン)から発売された渡辺美里の11枚目のシングル。

## 概要
表題曲、カップリング曲ともに4枚目のアルバム『ribbon』からのシングルカット。
「センチメンタル カンガルー」は、渡辺美里本人が出演した UCC CAN COFFEEのCMソングとして使用された。
カップリング曲「ぼくでなくっちゃ」は、作詞・作曲とも渡辺自身が手掛けている。

## 収録曲
1. センチメンタル カンガルー (4:19)
作詞：渡辺美里 / 作曲・編曲：佐橋佳幸 / ホーンアレンジ：清水信之
2. ぼくでなくっちゃ (3:47)
作詞・作曲：渡辺美里 / 編曲：清水信之

## 収録アルバム
- 『ribbon』 ※センチメンタル カンガルー (#1)
- 『ribbon』 ※ぼくでなくっちゃ (#8)
- 『Sweet 15th Diamond』 ※センチメンタル カンガルー (Disc.2 #13)
- 『M・Renaissance〜エム・ルネサンス〜』※センチメンタル カンガルー (Disc.2 #14)
- 『25th Anniversary Misato Watanabe Complete Single Collection〜Song is Beautiful〜』※センチメンタル カンガルー (Disc.1 #11)